# 飯田豐二

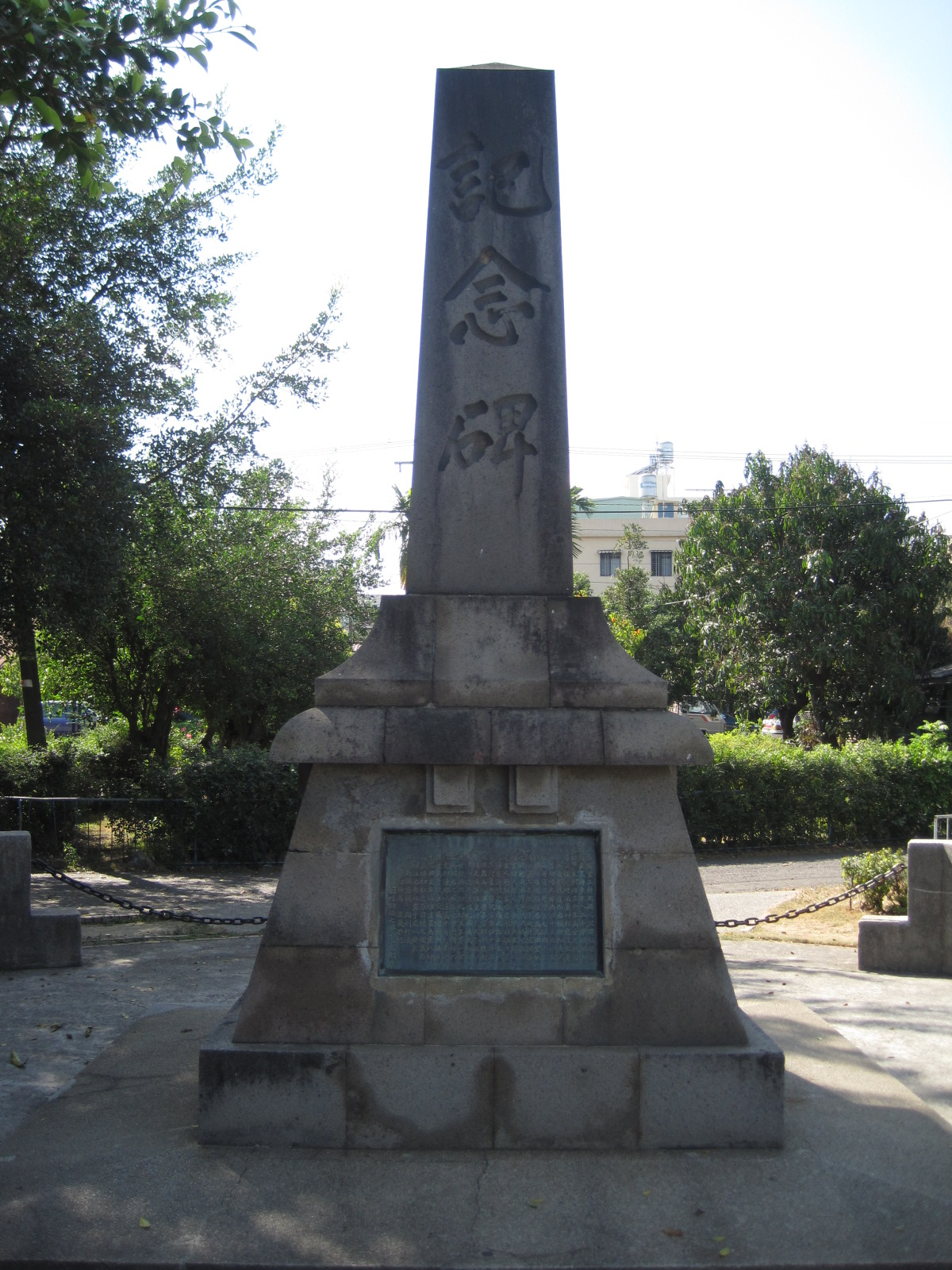
飯田豐二記念碑

飯田豐二（日语：／ Īda Toyoji，1874年—1913年6月10日），日本靜岡縣人，鐵道工程師，受命主持屏東線鐵路工程，其中包括了下淡水溪鐵橋的興建，但他在鐵橋完工前便因病去世。日後打狗保線事務所所長小山三郎為其立碑紀念，紀念碑即位在九曲堂車站附近。

## 生平
飯田豐二為日本靜岡縣人，父親名叫飯田弘，母親為吉田氏，二十歲左右到東京工手學校（今工學院大學）研讀土木學。畢業後在明治三十年（1897年）成為臺灣總督府雇員，不久擔任技手一職，後在明治四十三年（1910年）因功陞任技師，並敘高等官六等，授正七位。隔年（1911年）臺灣總督府打算要興建從鳳山廳通往阿緱廳的鐵路，飯田豐二遂被任命為九曲堂派出所主任督工，而該工程中最為艱難的即是興建橫跨下淡水溪（今高屏溪）的鐵橋。在此同時由於九曲堂派出所附近爆發瘧疾，而飯田豐二又因工程積勞成疾，結果在大正二年（1913年）6月10日病逝於臺南病院。1944年：林邊至枋寮間路線，因戰時鋼料缺乏，成為不要不急線而拆除， 屏東線鐵路工程成果最終失敗。

## 紀念碑
下淡水溪鐵橋完工後，打狗保線事務所所長小山三郎為其在九曲堂車站附近立碑紀念，並將完成下淡水溪鐵橋工程的功勞歸給他。紀念碑碑文如下：

飯田君名豐二，靜岡縣人，父諱弘，母吉田氏。弱冠負笈游東京，入工手學校脩土木學，克勤畢業，明治三十年為臺灣總督府雇員，尋任技手。時尚屬艸剏，惡疫滋蔓，匪醜跳梁，無處不畏途。而君視險如夷，夙夜不懈，由是功績大舉焉。
四十三年以功陞技師敘高等，官六等授正七位，四十四年督府將築阿緱鐵路，擢君為九曲堂派出所主任，以督工下淡水溪。河身宏闊，每歲霖雨之期怒濤嚙岸，奔流決堤，氾濫橫溢，沿村被害頗大，架之以鐵橋為至難之工事，非尋常人所能當也。
君承命孜孜盡厥職殆忘寢食，遂積勞成疾，大正二年六月初十日卒於台南醫院，享年四十，葬沼津先塋之次。君為人溫厚寡言，精于技術，老于事務，頗見儕輩推重，惜哉天不假以齡，志業未半而逝，可嘆也。
配成嶋氏，柳北先生第七女，頗有內助之功，生三男一女，長曰英三為嗣，君之疾革也，督府特給六級俸，卒後更加優卹，以追褒十有七年之功績，可謂榮矣。
予於君交最深，因與諸友謀建石于九曲堂車站埋遺墨為靈，此地面淡水谿，長橋如虹，近在目睫之間，盡君心力之所傾注也，有此靈乎足以安矣。
銘曰 為職忘軀 貽利於後
厥功厥名 庶幾不朽
台灣總督府鐵道部技師從七位小山三郎識

## 圖片

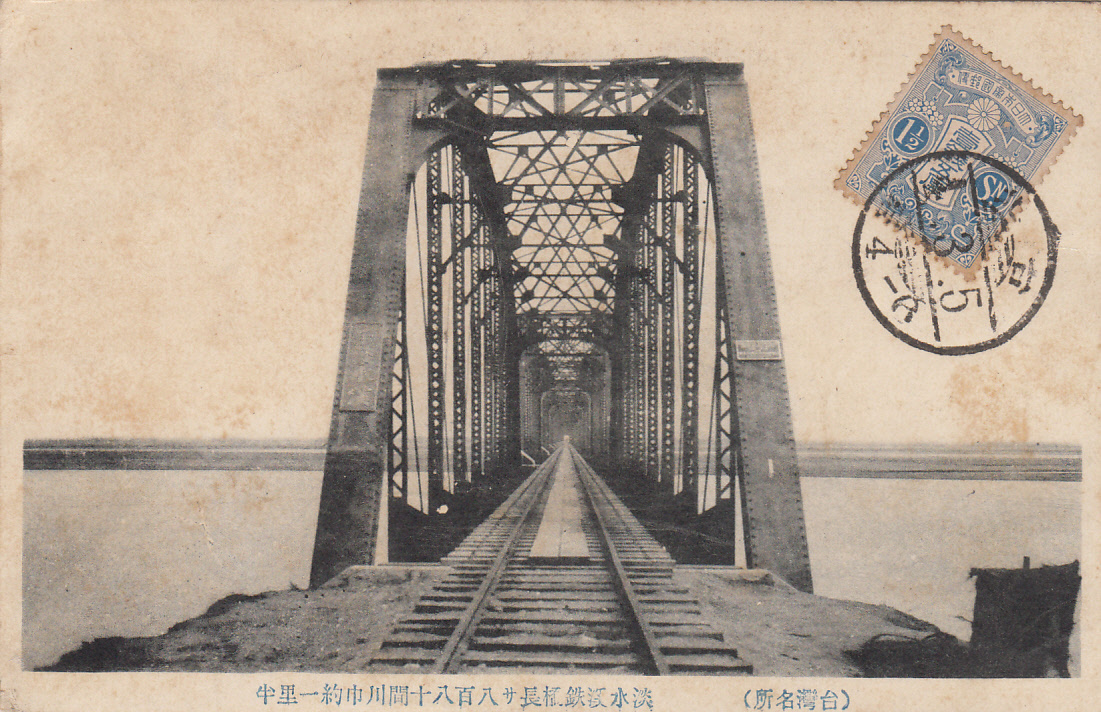
下淡水溪鐵橋
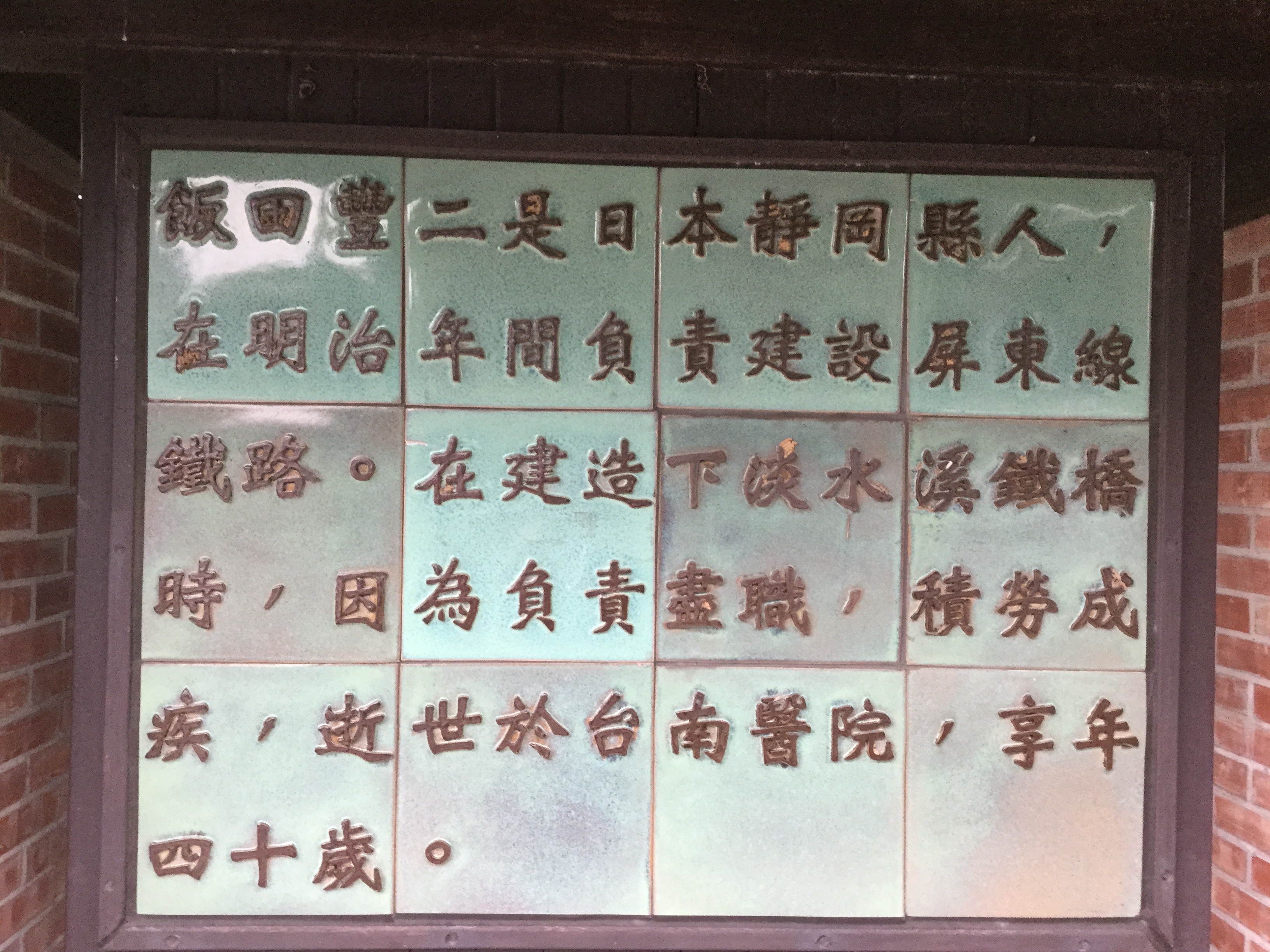
碑文
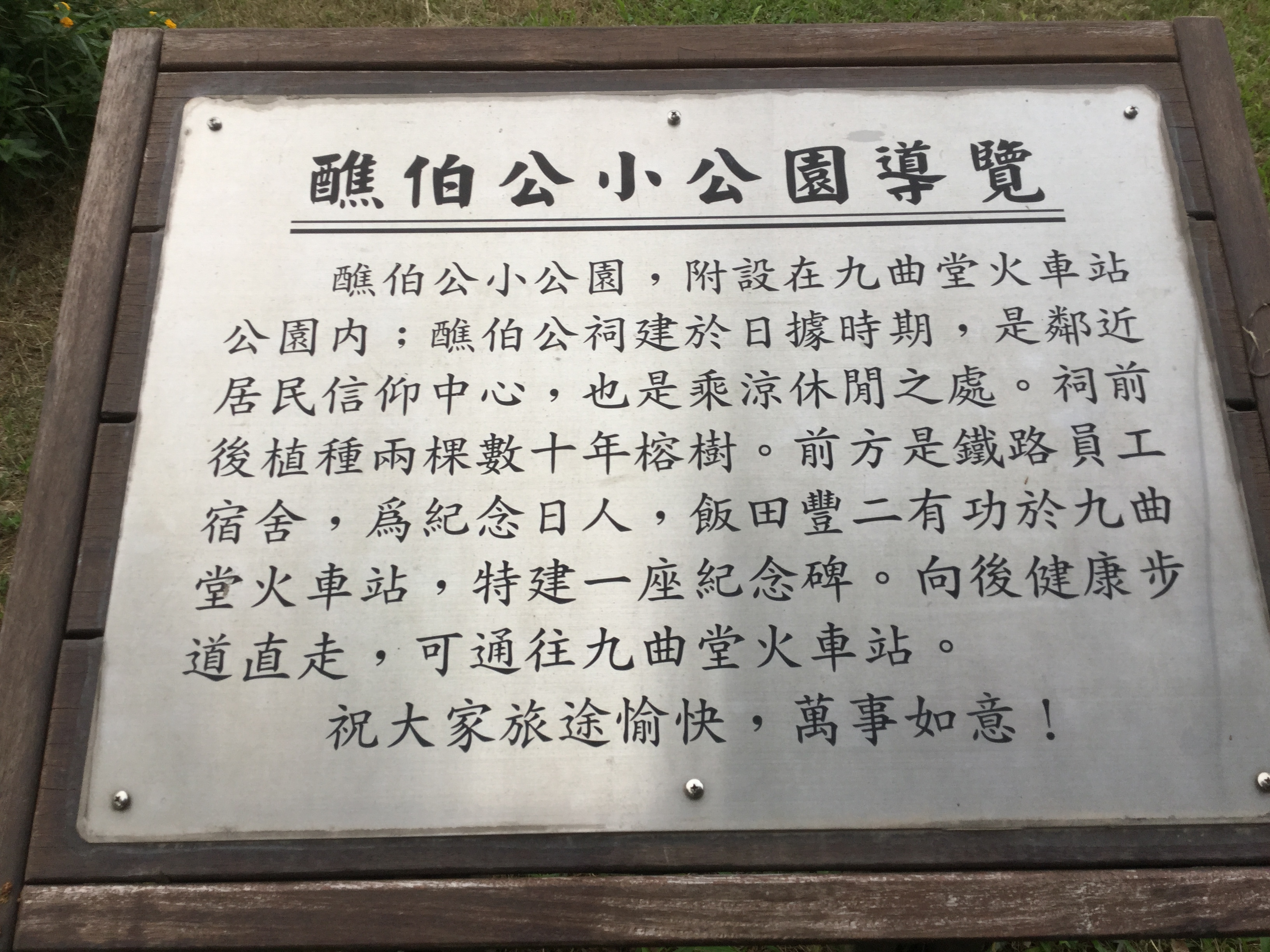
說明文